# Bohême-Centrale
La Bohême-Centrale (en tchèque : Středočeský kraj) est une des quatorze régions de la Tchéquie. C'est l'une des plus importantes en superficie et en population. Sa capitale, Prague, n'est pas située sur son territoire, mais constitue une région séparée : la région métropolitaine de Prague,.
Sa surface occupe 14 % du territoire du pays. Elle entoure totalement la « région » de Prague et est située entre les régions de Liberec (au nord), de Hradec Králové (au nord-est), de Pardubice (à l'est), de Vysočina (sud-est), Bohême du Sud (au sud), de Plzeň (au sud-ouest) et d'Ústí nad Labem (au nord-ouest). La Région se situe en Bohême.

## Population
Au 31 décembre 2001, la population de la Bohême centrale s'élevait à 1 123 931 habitants (soit l'équivalent de la population de Prague). Le district (okres) de Kladno est le plus peuplé avec 150 000 habitants suivi de ceux de Mladá Boleslav et de Příbram avec 100 000 habitants.
La densité de la population de la région va croissant à mesure que l'on approche Prague.

## Villes principales
Population des principales communes de la région au 1er janvier 2022 et évolution depuis le 1er janvier 2021 :	
| Nom                              | Population | Superficie (km²) | District                   |
| -------------------------------- | ---------- | ---------------- | -------------------------- |
| Kladno                           | 66 903     | 37               | District de Kladno         |
| Mladá Boleslav                   | 41 868     | 29               | District de Mladá Boleslav |
| Příbram                          | 31 651     | 33               | District de Příbram        |
| Kolín                            | 32 046     | 35               | District de Kolín          |
| Kutná Hora                       | 20 450     | 33               | District de Kutná Hora     |
| Mělník                           | 19 472     | 25               | District de Mělník         |
| Beroun                           | 19 984     | 31               | District de Beroun         |
| Kralupy nad Vltavou              | 18 189     | 22               | District de Mělník         |
| Brandýs nad Labem-Stará Boleslav | 18 755     | 23               | District de Prague-Est     |
| Benešov                          | 16 448     | 47               | District de Benešov        |
| Rakovník                         | 15 142     | 19               | District de Rakovník       |
| Neratovice                       | 15 831     | 20               | District de Mělník         |
| Slaný                            | 15 862     | 35               | District de Kladno         |
| Nymburk                          | 14 780     | 21               | District de Nymburk        |
| Říčany                           | 16 182     | 26               | District de Prague-Est     |
| Poděbrady                        | 14 317     | 34               | District de Nymburk        |
| Vlašim                           | 11 357     | 41               | District de Benešov        |
| Čelákovice                       | 12 008     | 16               | District de Prague-Est     |
| Čáslav                           | 10 128     | 26               | District de Kutná Hora     |
| Milovice                         | 12 460     | 31               | District de Nymburk        |
| Jesenice                         | 9 777      | 17               | District de Prague-Ouest   |
| Lysá nad Labem                   | 9 732      | 34               | District de Nymburk        |
| Dobříš                           | 8 707      | 53               | District de Příbram        |
| Mnichovo Hradiště                | 8 711      | 34               | District de Mladá Boleslav |

## Économie
La situation géographique de la région influence fortement son économie. Elle bénéficie des réseaux routier et ferroviaire qui convergent vers la capitale.
En revanche, l'absence de capitale propre — le siège de la région est à Prague — ainsi que le tropisme qu'exerce Prague et qui draine emplois et ressources sont un frein au développement en propre de la région.
La région est pour Prague un bassin de main-d'œuvre, un territoire où implanter des industries non-grata dans la capitale, une réserve pour l'approvisionnement en nourriture et un lieu de plaisance, le chalet de campagne (chata) étant une quasi-institution.
La région comporte également le circuit ferroviaire d'essai de Velim.

## Divisions administratives
La région est divisée en 12 districts (okres) et 1 148 communes.

### Districts
- District de Benešov, chef-lieu Benešov
- District de Beroun, chef-lieu Beroun
- District de Kladno, chef-lieu Kladno
- District de Kolín, chef-lieu Kolín
- District de Kutná Hora, chef-lieu Kutná Hora
- District de Mělník, chef-lieu Mělník
- District de Mladá Boleslav, chef-lieu Mladá Boleslav
- District de Nymburk, chef-lieu Nymburk
- District de Prague-Est (Praha-východ), chef-lieu Prague
- District de Prague-Ouest (Praha-západ), chef-lieu Prague
- District de Příbram, chef-lieu Příbram
- District de Rakovník, chef-lieu Rakovník

### Villes
- Benešov
- Beroun
- Chrustenice
- Divišov
- Dobřichovice
- Dobříš
- Kamenice
- Kladno
- Kolín
- Kutná Hora
- Mělník
- Mladá Boleslav
- Nenačovice
- Nymburk
- Příbram
- Rakovník
- Tachlovice

## Ruines
- Žebrák